# Punta Neves
Punta Neves (spanisch) ist eine Landspitze im Osten der Nansen-Insel in der Wilhelmina Bay vor der Danco-Küste des Grahamlands auf der Antarktischen Halbinsel. Sie liegt unmittelbar südlich der Landspitze Punta Rivero.
Argentinische Wissenschaftler benannten sie. Der weitere Benennungshintergrund ist nicht überliefert.